# Антоніо Роцці
Антоніо Роцці (італ. Antonio Rozzi, нар. 28 травня 1994, Рим) — італійський футболіст, нападник клубу «Лаціо» та молодіжної збірної Італії. На умовах оренди грає за нижчоліговий «Віртус Ланчано».

## Клубна кар'єра
Народився 28 травня 1994 року в Римі. Зробив свої перші кроки у футбольний кар'єрі в дитячій команді «Казаль Монастеро», а пізніше перейшов у футбольну школу клубу «Лодіжіані». У «Лодіжіані» перспективного юніора примітили селекціонери «Лаціо». У юнацьких командах «Лаціо» Антоніо провів тринадцять років, а в сезоні 2012/13 був призначений капітаном Примавери клубу. 
1 лютого 2013 року Антоніо дебютував у своєму першому матчі чемпіонату Італії, в якому його «Лаціо» здобуло першу за чотирнадцять років перемогу над «Міланом». Всього в сезоні 2011/12 молодий гравець провів три матчі за римський клуб. У сезоні 2012/13 Антоніо провів за «Лаціо» три матчі в Лізі Європи, а також один в Кубку Італії, допомігши команді виграти національний трофей.
2013 року юним нападником зацікавилися в Іспанії, де він відіграв один сезон на умовах оренди за фарм-клуб «Реал Мадрид Кастілья». Наступного року повнернувся до Італії, де був відданий в оренду до «Барі». На початку 2015 року був орендований клубом «Віртус Ентелла», а влітку того ж року також на умовах оренди приєднався до іншого нижчолігового клубу «Віртус Ланчано».

## Виступи за збірні
2009 року дебютував у складі юнацької збірної Італії, взяв участь у 21 іграх на юнацькому рівні, відзначившись 4 забитими голами.
З 2013 року залучається до лав молодіжної збірної Італії.

## Статистика виступів

### Статистика клубних виступів
Статистика станом на 11 квітня 2013 року.
| Сезон             | Команда           | Чемпіонат         | Чемпіонат | Чемпіонат | Національний кубок | Національний кубок | Національний кубок | Континентальні кубки | Континентальні кубки | Континентальні кубки | Інші змагання | Інші змагання | Інші змагання | Усього | Усього |
| Сезон             | Команда           | Ліга              | Ігор      | Голів     | Ліга               | Ігор               | Голів              | Ліга                 | Ігор                 | Голів                | Ліга          | Ігор          | Голів         | Ігор   | Голів  |
| ----------------- | ----------------- | ----------------- | --------- | --------- | ------------------ | ------------------ | ------------------ | -------------------- | -------------------- | -------------------- | ------------- | ------------- | ------------- | ------ | ------ |
| 2011-12           | «Лаціо»           | A                 | 3         | 0         | КІ                 | 0                  | 0                  | ЛЄ                   | 1                    | 0                    |               | —             | —             | 4      | 0      |
| 2012-13           | «Лаціо»           | A                 | 0         | 0         | КІ                 | 1                  | 0                  | ЛЄ                   | 3                    | 0                    |               | —             | —             | 4      | 0      |
| Усього за «Лаціо» | Усього за «Лаціо» | Усього за «Лаціо» | 3         | 0         |                    | 1                  | 0                  |                      | 4                    | 0                    |               | —             | —             | 8      | 0      |
| Усього за кар'єру | Усього за кар'єру | Усього за кар'єру | 3         | 0         |                    | 1                  | 0                  |                      | 4                    | 0                    |               | —             | —             | 8      | 0      |

## Титули і досягнення
- Володар Кубка Італії (1):

«Лаціо»: 2012-13